# Trigonco
Trigonco is een bestuurslaag in het regentschap Situbondo van de provincie Oost-Java, Indonesië. Trigonco telt 5656 inwoners (volkstelling 2010).